# Goleștii de Sus, Vrancea
Goleștii de Sus este un sat în comuna Cotești din județul Vrancea, Muntenia, România. Se află în partea de sud a județului, în Subcarpații de Curbură.